# Нойкірх (Каменц)
Нойкірх (нім. Neukirch) — громада в Німеччині, розташована в землі Саксонія. Входить до складу району Бауцен. Складова частина об'єднання громад Кенігсбрюк.
Площа — 39,49 км2. Населення становить 1624 ос. (станом на 31 грудня 2020).